# Medaglie europee di nuoto di fondo
I titoli e le medaglie europee nella disciplina del Nuoto di fondo (o nuoto in acque libere) si assegnano all'interno di due diverse manifestazioni, entrambe organizzate dalla LEN: i Campionati europei di nuoto e i Campionati europei di nuoto di fondo. I titoli attributi nelle due rassegne hanno lo stesso valore.
Quello che segue è l'elenco di tutte le medaglie europee.

## Medagliere complessivo
(A partire da Terracina 1991 fino a Belgrado 2024)
| Pos.   | Paese         | Oro | Argento | Bronzo | Totale |
| ------ | ------------- | --- | ------- | ------ | ------ |
| 1      | Italia        | 36  | 27      | 32     | 95     |
| 2      | Germania      | 22  | 26      | 19     | 67     |
| 3      | Russia        | 16  | 15      | 9      | 40     |
| 4      | Paesi Bassi   | 14  | 8       | 5      | 27     |
| 5      | Francia       | 8   | 11      | 18     | 37     |
| 6      | Ungheria      | 7   | 6       | 6      | 19     |
| 7      | Grecia        | 2   | 4       | 2      | 8      |
| 8      | Gran Bretagna | 2   | 2       | 1      | 5      |
| 9      | Spagna        | 1   | 6       | 5      | 12     |
| 10     | Rep. Ceca     | 1   | 2       | 9      | 12     |
| 11     | Svizzera      | 1   | 2       | 1      | 4      |
| 12     | Bulgaria      | 1   | 1       | 2      | 4      |
| 13     | Ucraina       | 1   | 1       | 1      | 3      |
| 14     | Belgio        | 1   | 0       | 0      | 2      |
| 15     | Portogallo    | 0   | 1       | 1      | 2      |
| 16     | Israele       | 0   | 0       | 1      | 1      |
| Totale | Totale        | 97  | 96      | 97     | 290    |

## Medaglie maschili

### 5 km
| Edizione          | Oro                            | Argento                         | Bronzo                                                 |
| ----------------- | ------------------------------ | ------------------------------- | ------------------------------------------------------ |
| Cittavecchia 1989 | Igor Majcen ( Jugoslavia)      | Jaromír Henyš ( Cecoslovacchia) | Arthur de Rouw ( Paesi Bassi)                          |
| Terracina 1991    | Stefano Rubaudo ( Italia)      | Davide Giacchino ( Italia)      | Hans van Goor ( Paesi Bassi)                           |
| Slapy Dam 1993    | Marco Formentini ( Italia)     | Claudio Gargaro ( Italia)       | Alex Havranek ( Rep. Ceca)                             |
| Vienna 1995       | Aleksej Akatiev ( Russia)      | Christof Wandratsch ( Germania) | Samuele Pampana ( Italia)                              |
| Siviglia 1997     | Aleksej Akatiev ( Russia)      | Evgenij Bezručenko ( Russia)    | Luca Baldini ( Italia)                                 |
| Istanbul 1999     | Evgenij Bezručenko ( Russia)   | Aleksej Akatiev ( Russia)       | Samuele Pampana ( Italia)                              |
| Helsinki 2000     | Luca Baldini ( Italia)         | Fabio Venturini ( Italia)       | David Meca ( Spagna)                                   |
| Berlino 2002      | Luca Baldini ( Italia)         | Thomas Lurz ( Germania)         | Stefano Rubaudo ( Italia)                              |
| Madrid 2004       | Fabio Venturini ( Italia)      | Alan Bircher ( Gran Bretagna)   | Stefano Rubaudo ( Italia)                              |
| Budapest 2006     | Thomas Lurz ( Germania)        | Christian Hein ( Germania)      | Simone Ercoli ( Italia)                                |
| Ragusa 2008       | Spyridōn Gianniōtīs ( Grecia)  | Jan Wolfgarten ( Germania)      | Thomas Lurz ( Germania)                                |
| Budapest 2010     | Luca Ferretti ( Italia)        | Simone Ercoli ( Italia)         | Simone Ruffini ( Italia) Spyridōn Gianniōtīs ( Grecia) |
| Eilat 2011        | Simone Ercoli ( Italia)        | Jan Wolfgarten ( Germania)      | Michael Dmitriev ( Israele)                            |
| Piombino 2012     | Kirill Abrosimov ( Russia)     | Andreas Waschburger ( Germania) | Luca Ferretti ( Italia)                                |
| Berlino 2014      | Daniel Fogg ( Gran Bretagna)   | Rob Muffels ( Germania)         | Thomas Lurz ( Germania)                                |
| Hoorn 2016        | Kirill Abrosimov ( Russia)     | Federico Vanelli ( Italia)      | Caleb Hughes ( Gran Bretagna)                          |
| Glasgow 2018      | Kristóf Rasovszky ( Ungheria)  | Axel Reymond ( Francia)         | Logan Fontaine ( Francia)                              |
| Budapest 2020     | Gregorio Paltrinieri ( Italia) | Marc-Antoine Olivier ( Francia) | Dario Verani ( Italia)                                 |
| Roma 2022         | Gregorio Paltrinieri ( Italia) | Domenico Acerenza ( Italia)     | Marc-Antoine Olivier ( Francia)                        |
| Belgrado 2024     | Dávid Betlehem ( Ungheria)     | Marc-Antoine Olivier ( Francia) | Marcello Guidi ( Italia)                               |
| Cittavecchia 2025 | Gregorio Paltrinieri ( Italia) | Dávid Betlehem ( Ungheria)      | Kristóf Rasovszky ( Ungheria)                          |

- Atleta più premiato: Gregorio Paltrinieri ( Italia)
- Nazione più medagliata:  Italia (10 , 6  e 10 )

### 10 km
| Edizione          | Oro                            | Argento                                | Bronzo                          |
| ----------------- | ------------------------------ | -------------------------------------- | ------------------------------- |
| Berlino 2002      | Vladimir Djatčin ( Russia)     | Evgenij Koškarov ( Russia)             | Luca Baldini ( Italia)          |
| Madrid 2004       | Evgenij Koškarov ( Russia)     | Massimiliano Parla ( Italia)           | Anton Sanačev ( Russia)         |
| Budapest 2006     | Thomas Lurz ( Germania)        | Maarten van der Weijden ( Paesi Bassi) | Christian Hein ( Germania)      |
| Ragusa 2008       | Thomas Lurz ( Germania)        | Evgeny Drattsev ( Russia)              | Toni Franz ( Germania)          |
| Budapest 2010     | Thomas Lurz ( Germania)        | Valerio Cleri ( Italia)                | Evgeny Drattsev ( Russia)       |
| Eilat 2011        | Thomas Lurz ( Germania)        | Vladimir Djatčin ( Russia)             | Igor Snitko ( Ucraina)          |
| Piombino 2012     | Kirill Abrosimov ( Russia)     | Andreas Waschburger ( Germania)        | Nicola Bolzonello ( Italia)     |
| Berlino 2014      | Ferry Weertman ( Paesi Bassi)  | Thomas Lurz ( Germania)                | Evgeny Drattsev ( Russia)       |
| Hoorn 2016        | Ferry Weertman ( Paesi Bassi)  | Jack Burnell ( Gran Bretagna)          | Marc-Antoine Olivier ( Francia) |
| Glasgow 2018      | Ferry Weertman ( Paesi Bassi)  | Kristóf Rasovszky ( Ungheria)          | Rob Muffels ( Germania)         |
| Budapest 2020     | Gregorio Paltrinieri ( Italia) | Marc-Antoine Olivier ( Francia)        | Florian Wellbrock ( Germania)   |
| Roma 2022         | Domenico Acerenza ( Italia)    | Marc-Antoine Olivier ( Francia)        | Logan Fontaine ( Francia)       |
| Belgrado 2024     | Gregorio Paltrinieri ( Italia) | Marc-Antoine Olivier ( Francia)        | Dávid Betlehem ( Ungheria)      |
| Cittavecchia 2025 | Kristóf Rasovszky ( Ungheria)  | Logan Fontaine ( Francia)              | Marc-Antoine Olivier ( Francia) |

- Atleta più premiato: Thomas Lurz ( Germania)
- Nazione più medagliata:  Germania (4 , 2  e 4 )

### 25 km
| Edizione          | Oro                             | Argento                                                   | Bronzo                      |
| ----------------- | ------------------------------- | --------------------------------------------------------- | --------------------------- |
| Cittavecchia 1989 | Nace Majcen ( Jugoslavia)       | Michal Špaček ( Cecoslovacchia)                           | Dragan Kvrgić ( Jugoslavia) |
| Terracina 1991    | Christof Wandratsch ( Germania) | Sergio Chiarandini ( Italia)                              | Urs Kohlhaas ( Svizzera)    |
| Slapy Dam 1993    | Dario Taraboi ( Italia)         | Hans van Goor ( Paesi Bassi)                              | Attila Molnár ( Ungheria)   |
| Vienna 1995       | Christof Wandratsch ( Germania) | Aleksej Akatiev ( Russia)                                 | Stéphane Lecat ( Francia)   |
| Siviglia 1997     | Aleksej Akatiev ( Russia)       | Stéphane Lecat ( Francia) Christof Wandratsch ( Germania) |                             |
| Istanbul 1999     | Aleksej Akatiev ( Russia)       | Anton Sanačev ( Russia)                                   | André Wilde ( Germania)     |
| Helsinki 2000     | Stéphane Lecat ( Francia)       | David Meca ( Spagna)                                      | Fabio Fusi ( Italia)        |
| Berlino 2002      | Jurij Kudinov ( Russia)         | Gilles Rondy ( Francia)                                   | David Meca ( Spagna)        |
| Madrid 2004       | Evgenij Koškarov ( Russia)      | David Meca ( Spagna)                                      | Petăr Stojčev ( Bulgaria)   |
| Budapest 2006     | Gilles Rondy ( Francia)         | Anton Sanačev ( Russia)                                   | Stéphane Gomez ( Francia)   |
| Ragusa 2008       | Valerio Cleri ( Italia)         | Joanes Hedel ( Francia)                                   | Dmitry Solvyev ( Russia)    |
| Budapest 2010     | Valerio Cleri ( Italia)         | Bertrand Venturi ( Francia)                               | Joanes Hedel ( Francia)     |
| Eilat 2011        | Brian Ryckeman ( Belgio)        | Petăr Stojčev ( Bulgaria)                                 | Joanes Hedel ( Francia)     |
| Piombino 2012     | Petăr Stojčev ( Bulgaria)       | Arseniy Lavrantyev ( Portogallo)                          | Axel Reymond ( Francia)     |
| Berlino 2014      | Axel Reymond ( Francia)         | Evgeny Drattsev ( Russia)                                 | Edoardo Stochino ( Italia)  |
| Hoorn 2016        | Axel Reymond ( Francia)         | Matteo Furlan ( Italia)                                   | Edoardo Stochino ( Italia)  |
| Glasgow 2018      | Kristóf Rasovszky ( Ungheria)   | Kirill Belyaev ( Russia)                                  | Matteo Furlan ( Italia)     |
| Budapest 2020     | Axel Reymond ( Francia)         | Matteo Furlan ( Italia)                                   | Kirill Abrosimov ( Russia)  |
| Roma 2022         | Mario Sanzullo ( Italia)        | Dario Verani ( Italia)                                    | Matteo Furlan ( Italia)     |
| Belgrado 2024     | Dario Verani ( Italia)          | Matteo Furlan ( Italia)                                   | Axel Reymond ( Francia)     |

- Atleta più premiato: Axel Reymond ( Francia)
- Nazione più medagliata:  Italia (5 , 5  e 5 )

### 3 km knockout sprint
| Edizione          | Oro                           | Argento                   | Bronzo                     |
| ----------------- | ----------------------------- | ------------------------- | -------------------------- |
| Cittavecchia 1989 | Kristóf Rasovszky ( Ungheria) | Logan Fontaine ( Francia) | Dávid Betlehem ( Ungheria) |

- Atleta più premiato: Kristóf Rasovszky ( Ungheria)
- Nazione più medagliata:  Ungheria (1 , 0  e 1 )

## Medaglie femminili

### 5 km
| Edizione          | Oro                                  | Argento                                | Bronzo                                              |
| ----------------- | ------------------------------------ | -------------------------------------- | --------------------------------------------------- |
| Cittavecchia 1989 | Anamarija Petričević ( Jugoslavia)   | Wandy Kater ( Paesi Bassi)             | Tanja Godina ( Jugoslavia)                          |
| Terracina 1991    | Éva Berzlánovits ( Ungheria)         | Yvetta Hlaváčková (Rep.Ceca)           | Mara Data ( Italia)                                 |
| Slapy Dam 1993    | Olga Spíchalová (Rep.Ceca)           | Carla Geurts ( Paesi Bassi)            | Eva Novaková (Rep.Ceca)                             |
| Vienna 1995       | Rita Kovács ( Ungheria)              | Peggy Büchse ( Germania)               | Valeria Casprini ( Italia)                          |
| Siviglia 1997     | Peggy Büchse ( Germania)             | Valeria Casprini ( Italia)             | Rita Kovács ( Ungheria)                             |
| Istanbul 1999     | Peggy Büchse ( Germania)             | Viola Valli ( Italia)                  | Britta Kamrau ( Germania)                           |
| Helsinki 2000     | Peggy Büchse ( Germania)             | Britta Kamrau ( Germania)              | Jana Pechanová (Rep.Ceca)                           |
| Berlino 2002      | Viola Valli ( Italia)                | Hanna Miluska ( Svizzera)              | Nadine Pastor ( Germania)                           |
| Madrid 2004       | Britta Kamrau ( Germania)            | Stefanie Biller ( Germania)            | Xènia López ( Spagna)                               |
| Budapest 2006     | Ekatarina Seliverstova ( Russia)     | Cathy Dietrich ( Ucraina)              | Larisa Ilchenko ( Russia) Jana Pechanová (Rep.Ceca) |
| Ragusa 2008       | Rachele Bruni ( Italia)              | Britta Kamrau ( Germania)              | Alice Franco ( Italia)                              |
| Budapest 2010     | Ekatarina Seliverstova ( Russia)     | Kalliopi Araouzou ( Grecia)            | Marianna Lymperta ( Grecia)                         |
| Eilat 2011        | Rachele Bruni ( Italia)              | Jana Pechanová (Rep.Ceca)              | Coralie Codevelle ( Francia)                        |
| Piombino 2012     | Rachele Bruni ( Italia)              | Kalliopi Araouzou ( Grecia)            | Jana Pechanová (Rep.Ceca)                           |
| Berlino 2014      | Isabelle Härle ( Germania)           | Sharon van Rouwendaal ( Paesi Bassi)   | Mireia Belmonte ( Spagna)                           |
| Hoorn 2016        | Danielle Huskisson ( Gran Bretagna)  | Finnia Wunram ( Germania)              | Sharon van Rouwendaal ( Paesi Bassi)                |
| Glasgow 2018      | Sharon van Rouwendaal ( Paesi Bassi) | Leonie Beck ( Germania)                | Rachele Bruni ( Italia)                             |
| Budapest 2020     | Sharon van Rouwendaal ( Paesi Bassi) | Giulia Gabbrielleschi ( Italia)        | Oceane Cassignol ( Francia)                         |
| Roma 2022         | Sharon van Rouwendaal ( Paesi Bassi) | Maria de Valdés Álvarez ( Spagna)      | Giulia Gabbrielleschi ( Italia)                     |
| Belgrado 2024     | Leonie Beck ( Germania)              | Ginevra Taddeucci ( Italia)            | Bettina Fabian ( Ungheria)                          |
| Cittavecchia 2025 | Ginevra Taddeucci ( Italia)          | Viktória Mihályvári-Farkas ( Ungheria) | Maria de Valdés Álvarez ( Spagna)                   |

- Atleta più premiata: Sharon van Rouwendaal ( Paesi Bassi)
- Nazione più medagliata:  Germania (6 , 6  e 2 )

### 10 km
| Edizione          | Oro                                               | Argento                         | Bronzo                         |
| ----------------- | ------------------------------------------------- | ------------------------------- | ------------------------------ |
| Berlino 2002      | Edith van Dijk ( Paesi Bassi)                     | Angela Maurer ( Germania)       | Britta Kamrau ( Germania)      |
| Madrid 2004       | Britta Kamrau ( Germania)                         | Marta Nogués ( Spagna)          | Angela Maurer ( Germania)      |
| Budapest 2006     | Angela Maurer ( Germania)                         | Rita Kovács ( Ungheria)         | Jana Pechanová ( Rep. Ceca)    |
| Ragusa 2008       | Larisa Ilchenko ( Russia)                         | Martina Grimaldi ( Italia)      | Alice Franco ( Italia)         |
| Budapest 2010     | Linsy Heister ( Paesi Bassi)                      | Giorgia Consiglio ( Italia)     | Angela Maurer ( Germania)      |
| Eilat 2011        | Martina Grimaldi ( Italia)                        | Rachele Bruni ( Italia)         | Nadine Reichert ( Germania)    |
| Piombino 2012     | Martina Grimaldi ( Italia)                        | Angela Maurer ( Germania)       | Jana Pechanová ( Rep. Ceca)    |
| Berlino 2014      | Sharon van Rouwendaal ( Paesi Bassi)              | Éva Risztov ( Ungheria)         | Aurora Ponselé ( Italia)       |
| Hoorn 2016        | Rachele Bruni ( Italia) Aurélie Muller ( Francia) |                                 | Arianna Bridi ( Italia)        |
| Glasgow 2018      | Sharon van Rouwendaal ( Paesi Bassi)              | Giulia Gabbrielleschi ( Italia) | Esmee Vermeulen ( Paesi Bassi) |
| Budapest 2020     | Sharon van Rouwendaal ( Paesi Bassi)              | Anna Olasz ( Ungheria)          | Rachele Bruni ( Italia)        |
| Roma 2022         | Leonie Beck ( Germania)                           | Ginevra Taddeucci ( Italia)     | Angélica André ( Portogallo)   |
| Belgrado 2024     | Leonie Beck ( Germania)                           | Barbara Pozzobon ( Italia)      | Giulia Gabrieleschi ( Italia)  |
| Cittavecchia 2025 | Viktória Mihályvári-Farkas ( Ungheria)            | Ginevra Taddeucci ( Italia)     | Lea Boy ( Germania)            |

- Atleta più premiata: Sharon van Rouwendaal ( Paesi Bassi)
- Nazione più medagliata:  Paesi Bassi (5 , 0  e 1 )

### 25 km
| Edizione          | Oro                           | Argento                              | Bronzo                         |
| ----------------- | ----------------------------- | ------------------------------------ | ------------------------------ |
| Cittavecchia 1989 | Rita Lazar ( Ungheria)        | Diana Simonović ( Jugoslavia)        | Annemie Landmeters ( Belgio)   |
| Terracina 1991    | Eliana Fieschi ( Svizzera)    | Samantha Cavadin ( Svizzera)         | Rita Kovács ( Ungheria)        |
| Slapy Dam 1993    | Anne Chagnaud ( Francia)      | Gea Veldhuizen ( Paesi Bassi)        | Wendy Kater ( Paesi Bassi)     |
| Vienna 1995       | Peggy Büchse ( Germania)      | Edith van Dijk ( Paesi Bassi)        | Yvetta Hlavácková (Rep.Ceca)   |
| Siviglia 1997     | Rita Kovács ( Ungheria)       | Valeria Casprini ( Italia)           | Edith van Dijk ( Paesi Bassi)  |
| Istanbul 1999     | Olga Gousseva ( Russia)       | Angela Maurer ( Germania)            | Britta Kamrau ( Germania)      |
| Helsinki 2000     | Peggy Büchse ( Germania)      | Edith van Dijk ( Paesi Bassi)        | Valeria Casprini ( Italia)     |
| Berlino 2002      | Edith van Dijk ( Paesi Bassi) | Olesya Shalygina ( Russia)           | Natalya Pankina ( Russia)      |
| Madrid 2004       | Britta Kamrau ( Germania)     | Natalya Pankina ( Russia)            | Ivanka Moralieva ( Bulgaria)   |
| Budapest 2006     | Angela Maurer ( Germania)     | Natalya Pankina ( Russia)            | Stefanie Biller ( Germania)    |
| Ragusa 2008       | Margarita Dominguez ( Spagna) | Britta Kamrau ( Germania)            | Anna Uvarova ( Russia)         |
| Budapest 2010     | Olga Beresnyeva ( Ucraina)    | Angela Maurer ( Germania)            | Martina Grimaldi ( Italia)     |
| Eilat 2011        | Alice Franco ( Italia)        | Margarita Dominguez ( Spagna)        | Jana Pechanovà ( Rep. Ceca)    |
| Piombino 2012     | Alice Franco ( Italia)        | Margarita Dominguez ( Spagna)        | Martina Grimaldi ( Italia)     |
| Berlino 2014      | Martina Grimaldi ( Italia)    | Anna Olasz ( Ungheria)               | Angela Maurer ( Germania)      |
| Hoorn 2016        | Martina Grimaldi ( Italia)    | Olga Kozydub ( Russia)               | Caroline Jouisse ( Francia)    |
| Glasgow 2018      | Arianna Bridi ( Italia)       | Sharon van Rouwendaal ( Paesi Bassi) | Lara Grangeon ( Francia)       |
| Budapest 2020     | Lea Boy ( Germania)           | Lara Grangeon ( Francia)             | Barbara Pozzobon ( Italia)     |
| Roma 2022         | Caroline Jouisse ( Francia)   | Barbara Pozzobon ( Italia)           | Veronica Santoni ( Italia)     |
| Belgrado 2024     | Barbara Pozzobon ( Italia)    | Lea Boy ( Germania)                  | Candela Sanchez Lora ( Spagna) |

- Atleta più premiata: Martina Grimaldi ( Italia)
- Nazione più medagliata:  Italia (6 , 2  e 5 )

## Gare miste

### 5 km a squadre
| Edizione      | Oro                                                                               | Argento                                                                        | Bronzo                                                                     |
| ------------- | --------------------------------------------------------------------------------- | ------------------------------------------------------------------------------ | -------------------------------------------------------------------------- |
| Ragusa 2008   | Italia Rachele Bruni Andrea Volpini Luca Ferretti                                 | Russia Ekaterina Seliverstova Daniil Serebrennikov Evgeny Drattsev             | Germania Britta Kamrau Jan Wolfgarten Thomas Lurz                          |
| Budapest 2010 | Grecia Kalliopi Araouzou Spyridōn Gianniōtīs Antonios Fokaidis                    | Italia Rachele Bruni Simone Ercoli Simone Ruffini                              | Russia Anna Guseva Daniil Serebrennikov Sergej Bol'šakov                   |
| Eilat 2011    | Italia Rachele Bruni Simone Ercoli Luca Ferretti                                  | Germania Svenja Zihsler Hendrik Rijkens Rob Mufels                             | Francia Coralie Codevelle Sebastien Fraysse Damien Cattin Vidal            |
| Piombino 2012 | Italia Rachele Bruni Simone Ercoli Luca Ferretti                                  | Grecia Kalliopi Araouzou Marios Kalafatis Georgios Arniakos                    | Germania Angela Maurer Thomas Lurz Andreas Waschburger                     |
| Berlino 2014  | Paesi Bassi Ferry Weertman Marcel Schouten Sharon van Rouwendaal                  | Grecia Spyridōn Gianniōtīs Antonios Fokaidis Kalliopi Araouzou                 | Germania Rob Muffels Thomas Lurz Isabelle Härle                            |
| Hoorn 2016    | Italia Rachele Bruni Simone Ruffini Federico Vanelli                              | Germania Finnia Wunram Rob Muffels Andreas Waschburger                         | Ungheria Éva Risztov Mark Papp Daniel Szekelyi                             |
| Glasgow 2018  | Paesi Bassi Ferry Weertman Esmee Vermeulen Sharon van Rouwendaal Pepijn Smits     | Germania Leonie Beck Sarah Köhler Sören Meißner Florian Wellbrock              | Francia Lara Grangeon David Aubry Lisa Pou Marc-Antoine Olivier            |
| Budapest 2020 | Italia Rachele Bruni Giulia Gabbrielleschi Gregorio Paltrinieri Domenico Acerenza | Germania Lea Boy Leonie Beck Rob Muffels Florian Wellbrock                     | Ungheria Réka Rohács Anna Olasz Dávid Betlehem Kristóf Rasovszky           |
| Roma 2022     | Italia Rachele Bruni Ginevra Taddeucci Gregorio Paltrinieri Domenico Acerenza     | Ungheria Réka Rohács Anna Olasz Dávid Betlehem Kristóf Rasovszky               | Francia Madelon Catteau Aurélie Muller Axel Reymond Logan Fontaine         |
| Belgrado 2024 | Ungheria Mira Szimcsák Bettina Fábián Dávid Betlehem Kristóf Rasovszky            | Italia Giulia Gabbrielleschi Ginevra Taddeucci Andrea Filadelli Marcello Guidi | Francia Caroline Jouisse Océane Cassignol Sacha Velly Marc-Antoine Olivier |

- Atleta più premiato: Rachele Bruni ( Italia)
- Nazione più medagliata:  Italia (6  e 2 )

Nota:

In corsivo le edizioni dei Campionati europei di nuoto di fondo.